# Down to Earth (Rainbow)
| Recensione              | Giudizio    |
| ----------------------- | ----------- |
| AllMusic                | [ 2 ]       |
| Robert Christgau        | [ 3 ]       |
| Sputnikmusic            | 3.5 (Great) |
| Dizionario del Pop-Rock | [ 5 ]       |
| 24.000 dischi           | [ 6 ]       |

Down to Earth è il quarto album in studio dei Rainbow.
La formazione include Roger Glover al basso, Graham Bonnet alla voce e Don Airey alle tastiere.

## Tracce

### LP
Lato A
1. All Night Long – 3:49 (Ritchie Blackmore, Roger Glover)
2. Eyes of the World – 6:36 (Ritchie Blackmore, Roger Glover)
3. No Time to Lose – 3:41 (Ritchie Blackmore, Roger Glover)
4. Makin' Love – 4:36 (Ritchie Blackmore, Roger Glover)

Lato B
1. Since You Been Gone – 3:10 (Russ Ballard)
2. Love's No Friend – 4:52 (Ritchie Blackmore, Roger Glover)
3. Danger Zone – 4:30 (Ritchie Blackmore, Roger Glover)
4. Lost in Hollywood – 4:51 (Ritchie Blackmore, Roger Glover, Cozy Powell)

## Formazione
- Graham Bonnet - voce
- Ritchie Blackmore - chitarra
- Don Airey - tastiere
- Roger Glover - basso
- Cozy Powell - batteria

Note aggiuntive
- Roger Glover - produttore
- Registrazioni effettuate nel 1979 al Château Pelly de Cornfeld, Pelly presso Desingy, Alta Savoia (Francia) con la Maison Rouge Mobile Studio
- Gary Edwards - ingegnere delle registrazioni
- Dr. Michael Palmer e Leigh Mantle - registrazioni
- Ron Walotsky - illustrazione copertina album originale
- Bill Levy - art direction copertina album originale[7]

## Classifica
Album
| Anno | Classifica            | Posizione raggiunta |
| ---- | --------------------- | ------------------- |
| 1979 | Official Albums Chart | 6                   |
| 1979 | Billboard 200         | 66                  |

Singoli
| Anno | Titolo del brano    | Classifica             | Posizione raggiunta |
| ---- | ------------------- | ---------------------- | ------------------- |
| 1979 | Since You Been Gone | Official Singles Chart | 6                   |
| 1979 | Since You Been Gone | Billboard Hot 100      | 57                  |